# 栃木ヘリポート
栃木ヘリポート（とちぎヘリポート）は、栃木県芳賀郡芳賀町にある公共用ヘリポート。

## 概要
芳賀工業団地内に所在し、管理面積は450,60.44平方メートルである。発着スポットが1箇所、エプロンの駐機スポットが5箇所あり、施設は南北方向に並んでいる。1991年10月に格納庫の拡張が完了、現在は管理棟と格納庫5棟が存在する。東邦航空、SUBARU、ヘリサービスが格納庫を使用しているほか、栃木県消防防災航空隊が所在し、消防防災ヘリコプターを運用している。

## 主な利用者
- 栃木県消防防災航空隊 - アグスタウエストランド AW139「おおるり」（JA09TR）が常駐
- ヘリサービス - アカギヘリコプターの子会社、ベル204Bを運用する
- 中日本航空
- 東邦航空
- SUBARU

- 栃木ヘリポートに着陸する中日本航空のヘリコプター